# Massimo Taibi
Massimo Taibi (18 de fevereiro de 1970 em Palermo, Itália) é um ex-futebolista italiano, que atuava como goleiro [carece de fontes?] Jogou em vários clubes, principalmente na Itália. Atualmente é diretor esportivo do Modena Football Club.

## Títulos

### Clube
Piacenza Calcio
- Serie B (1): 1994–95

Manchester United
- Copa Intercontinental (1): 1999